# Virginia Slims of Akron 1976
Virginia Slims of Akron 1976, також відомий під назвою Akron Tennis Open,  — жіночий тенісний турнір, що проходив на закритих кортах Richfield Coliseum в Акроні, Огайо (США). Належав до серії Virginia Slims 1976. Турнір відбувся вчетверте і тривав з 3 до 8 лютого 1976 року. Івонн Гулагонг Коулі здобула титул в одиночному розряді.

## Фінальна частина

### Одиночний розряд, жінки
Івонн Гулагонг Коулі —  Вірджинія Вейд 6–2, 3–6, 6–2

### Парний розряд, жінки
Брігітт Куйперс /  Мона Геррант —  Глініс Коулс /  Florenţa Mihai 6–4, 7–6